# Bernardo de Sousa Campos
Dr. Bernardo de Sousa Campos (1869-1930), advogado,  deputado de   São Paulo, 
ultimo filho de Jose de Sousa Campos e de D. Maria Gertrudes de Sousa Campos.
Bernardo de Sousa Campos era formado em ciencias juridicas e sociais e foi concetituado advogado em São Paulo. Vereador a Câmara Municipal de São Paulo, deputado estadual e federal, chefe de policia interino e procurador da Republica na capital do Estado. Casou-se a 8 de maio de 1894, em São Paulo, com d. Maria Eulalia Pinheiro de Sousa Campos (1869-1933), natural de Brotas. Era tetraneto de Barreto Leme e Sousa Siqueira, fundadores de Campinas.